# Kabaddi
El Kabaddi (també Kabbadi o Kabadi) és un esport d'equip molt popular a l'Índia i en alguns països del Sud d'Àsia i l'Àsia central. És l'esport oficial d'alguns estats de l'Índia com el Panjab i Uttar Pradesh i de Bangladesh.

## Regles del joc

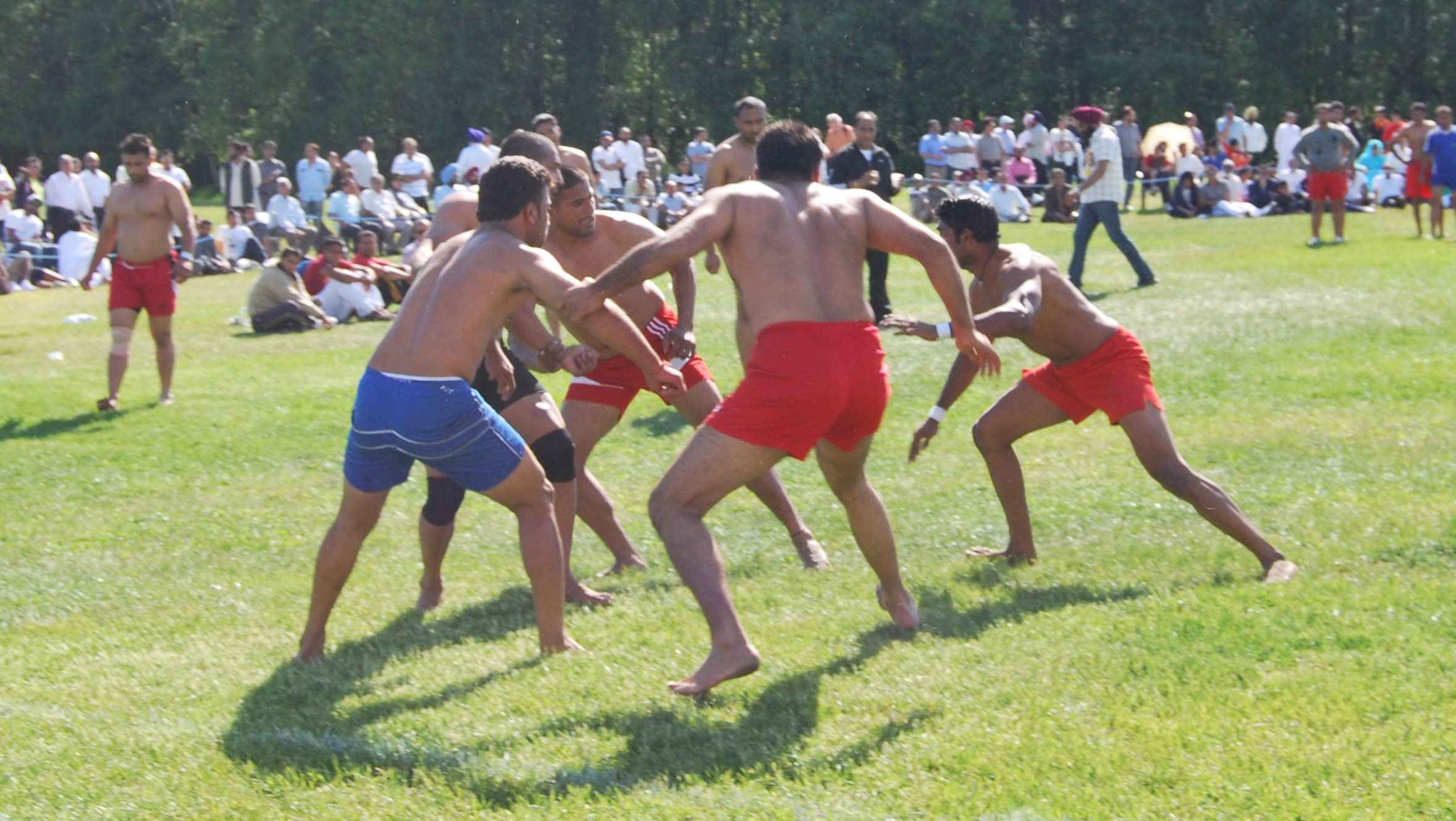
Kabaddi circular.

Hi ha tres variants del Kabaddi: Interior, circular i platja. És esport oficial als Jocs Asiàtics i és l'Esport Nacional de Bangladesh. Juguen dos equips de set persones, en una pista de 12,5 x 10 metres. Cada equip té cinc jugadors en la reserva. Es juguen dos temps de 20 minuts, amb un intermedi de cinc, després del qual els equips canvien de costat.

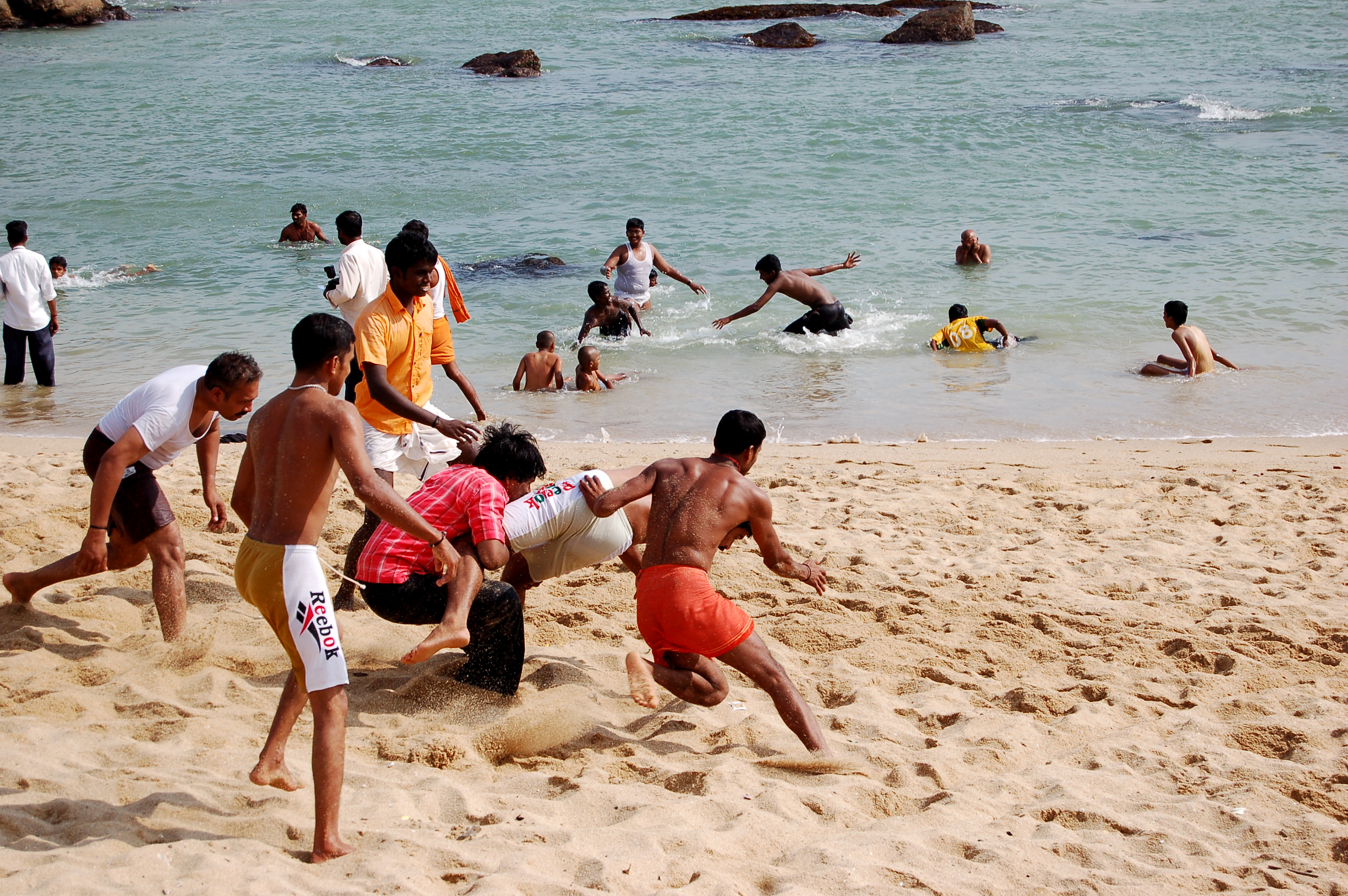
Kabaddi platja.

Els equips s'alternen enviant un "raider" a l'àrea contrària, amb la finalitat de "capturar" jugadors de l'equip contrari, abans de tornar al seu. Els membres "capturats" han de sortir de la pista. L'atacant no ha de respirar durant l'atac, demostrant-ho cantant ininterrompudament. D'aquí ve el nom del joc, ja que Kabaddi significa "cant" a Índia i Pakistan, hađođo a Bangladesh, do-do a Nepal, guddo a Sri Lanka, chado-guddo a Malàisia i techib a Indonèsia.
Normalment els grans jugadors mantenen el cant ("kabaddi, kabaddi, kabaddi...") per lapses superiors a 40 segons. Els jutges de Kabaddi han de tenir bona oïda, atès que la interrupció del cant o l'equivocació en la paraula determina l'eliminació del "raider".
Mentre això succeeix, els defensors eviten ser tocats, formant cadenes, agafant-se de les mans per no xocar-se entre ells, i miren d'encerclar el "raider". Aquest, per sumar punts per al seu equip, ha de:
1. Intentar tocar algun rival sense sortir del rectangle que està envaint,
2. Si aconsegueix tocar algun rival, ha de tornar a la línia d'on ha sortit (la línia central) atès que en tocar aquesta línia sumarà els punts pels jugadors que hagi tocat, els quals quedaran fora de joc momentàniament.
3. No ha d'interrompre el seu cant (kabaddi, kabaddi, kabaddi...). Si això passa s'anul·la l'atac i s'atorga 1 punt als defensors.
4. Haurà d'estar molt atent, atès que els defensors podran detenir-ho a qualsevol moment, per tractar de no deixar-ho tornar a la ratlla central. Qualsevol tipus de contacte entre el "raider" i els defensors és vàlid, i, per tant, si els defensors intenten placar al raider i aquest s'escapoleix i aconsegueix arribar a la línia central, l'atacant guanya els punts.

Un jugador defensor perd un punt per sortir-se de l'espai de joc durant l'atac. Cada vegada que un jugador surt de la pista, l'altre equip guanya un punt. Quan l'equip defensa amb èxit i no deixa retornar al "raider" a la seva meitat, la defensa se suma un punt.
Si tot un equip és eliminat se sumen dos punts més a l'equip atacant i els set defensors tornen al camp. És molt comú veure que un equip, quan queda amb un sol defensor, lliura el punt perquè retornin els seus companys que estaven fora. L'equip amb més punts al final del joc guanya. Els equips es divideixen per edat.
Existeixen set oficials que supervisen el joc: un àrbitre, dos assistents, dos jutges de línia, una persona encarregada del temps i un encarregat de comptar els punts.

## Història
El joc és molt antic. Se n'han trobat referències de fa més de 4.000 anys. Han existit campionats nacionals de països, però no va ser fins a 1994 que es va establir el campionat en els Jocs d'Àsia de 1990 com a exhibició, i des de llavors com a esport fix, sent guanyat quatre vegades consecutives (Hiroshima 1994, Bangkok 1998, Pusan 2002 i Doha 2006) per l'Índia.
Va ser esport d'exhibició en els Jocs Olímpics de Berlín de 1936.
Actualment la WKF (World Kabaddi Federation) regeix la destinació de l'esport. Jugadors d'origen hindú i bengalí han divulgat aquest esport pel món (Canadà i Anglaterra compten amb Lligues Professionals de la versió circular), sent Argentina i Itàlia els dos únics països a implementar l'Esport a nivell escolar.
A Argentina es va instituir l'11 de novembre com el "Dia del Kabaddi" en commemoració al primer triomf assolit per la selecció d'aquest país en el Mundial de Kabaddi 2011 (contra Sri Lanka).
A Espanya, el kabaddi depèn de la Federació Espanyola de Lluita, que és qui va compondre la selecció espanyola de kabaddi que va ser convidada a la Copa del Món de Kabaddi 2013, celebrada a Panjab (Índia). A més, Espanya és membre de la Federació Internacional de Kabaddi.
En 2014 s'engega la World Kabaddi League Arxivat 2018-06-22 a Wayback Machine., una lliga mundial professional que es juga per equips del Canadà, Anglaterra, Pakistan, i Estats Units, disputant-se en sistema Round Robin a diferents ciutats del món.

## Competicions destacades
L'Índia és en l'actualitat el màxim dominador d'aquest esport i ha guanyat la pràctica totalitat dels campionats internacionals disputats.

### Copa Mundial de Kabaddiindoor
En el Mundial d'estil indoor hi participen actualment 12 equips: Argentina, Austràlia, Bangladesh, Corea del Sud, Estats Units, Índia, Anglaterra, Iran, Japó, Kenya, Tailàndia i Polònia.
| Any  | Seu               | Final   | Final    | Final     | Semifinalistes  | Semifinalistes | Semifinalistes |
| Any  | Seu               | Campió  | Resultat | Subcampió |                 |                |                |
| ---- | ----------------- | ------- | -------- | --------- | --------------- | -------------- | -------------- |
| 2004 | Mumbai Índia      | Índia · | 55 - 27  | Iran      | Bangladesh      | Canadà         |                |
| 2007 | Panvel Índia ·    | Índia   | 29 - 19  | Iran      | Bangladesh      | Japó           |                |
| 2016 | Ahmadabad Índia · | Índia · | 38 - 29  | Iran      | Corea del Sud · | Tailàndia      |                |

### Copa Mundial de KabaddiCircle

#### Masculí
Resultats de la Copa Mundial de Kabaddi circular:
| Any  | Final                  |
| 2004 | Índia 55 – 27 Iran     |
| 2007 | Índia 29 – 19 Iran     |
| 2010 | Índia 58 – 24 Pakistan |
| 2011 | Índia 59 – 25 Pakistan |
| 2012 | Índia 59 – 22 Pakistan |
| 2013 | Índia 48 – 39 Pakistan |
| 2014 | Índia 45 – 42 Pakistan |
| 2015 | Final suspesa          |
| 2016 | Índia 38 – 29 Iran     |

#### Femení
Resultats de la Copa Mundial de Kabaddi circular:
| Any  | Final                      |
| 2012 | Índia 25 – 19 Iran         |
| 2013 | Índia 49 - 21 Nova Zelanda |
| 2014 | Índia 36 - 27 Nova Zelanda |

### Lliga Pro Kabaddi

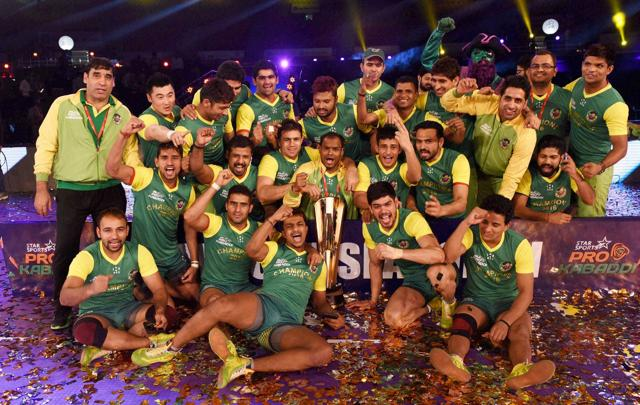
Patna Pirates, guanyadors en 2016 de la Lliga Pro Kabaddi.

La Pro Kabaddi League és un torneig de kabaddi interior professional establert el 2014 que reuneix a vuit equips. Va ser creat amb la intenció de popularitzar l'esport dins i fora d'Índia. Sembla haver contribuït a fer renéixer l'interès per l'esport. De fet la final de la primera temporada va tenir una audiència de 86 milions d'espectadors només a l'Índia.